# Renenti Corona
Renenti Corona est une corona, formation géologique en forme de couronne, située sur la planète Vénus par 32,7° N et 326,2° E. Elle est localisée dans le quadrangle de Lachesis Tessera. Elle a été nommée en référence à Renenti, déesse égyptienne de l'abondance. 

## Géographie et géologie
Renenti Corona couvre une surface circulaire d'environ 200 km de diamètre. 